# Mäbu
Mäbu est un groupe musical espagnol, originaire de Bilbao, Biscaye.

## Histoire

### Formation et débuts (2008—2010)
La fondatrice du groupe, María Blanco Uranga, écrivait déjà ses propres chansons avant de former Mäbu. En fait, toutes les chansons du groupe sont écrites par la même chanteuse. La signification de Mäbu trouve son origine dans l'acronyme de son nom complet : María Blanco Uranga. Elle a fait son arrivée dans un groupe de reprises et est ensuite devenue choriste dans un groupe de reggae. Plus tard, alors qu'elle commence à composer, elle rencontre Txarlie, et tous les deux trouvent des points communs dans leurs styles. Au début, seuls María et Txarlie donnaient des concerts. Plus tard, les autres membres commencent à les rejoindre : Daniel, César et Aridai. Selon les déclarations de l'artiste, les chansons sont écrites par elle, mais elle se réunit ensuite avec le reste du groupe pour les transformer et leur donner la touche finale.
Mäbu commence à donner des concerts dans de petites salles à Bilbao et Madrid au milieu de l'année 2008 avec quelques chansons qu'ils avaient déjà composées. Ils réussissent à attirer l'attention de la maison de disques Warner Music Group, avec qui ils signent en mars 2009 pour sortir l'EP Hallo. La raison pour laquelle ils ont produit un EP avant un album était, selon les interviews, la difficulté de sortir un premier album pour les groupes peu connus : « en sortant plusieurs EP avant l'album, on se rapproche du public et on peut distribuer l'œuvre sur une plus longue période », déclare María. En mai 2010, le seul single de l'EP, également appelé Hallo, sort avec un clip vidéo. À l'automne de la même année, l'EP sort officiellement, promu par les publicités sur Spotify. Grâce à cela, le phénomène Mäbu se fait connaître par le biais d'Internet, recevant ainsi la reconnaissance du public. Depuis la sortie de l'EP, le groupe a effectué de nombreuses tournées acoustiques, offrant des concerts au-delà de Bilbao et Madrid, qui étaient jusqu'alors les seuls endroits où ils se produisaient.

### Premier album et suites (depuis 2011)
Le 8 mars 2011, ils sortent leur premier album, Buenos días, avec comme singles A solas et Con mi voz. Au début de l'année 2012, ils annoncent l'enregistrement de leur nouvel album, Detras de Las Luces. Ils se retrouvent ensemble avec une vidéo publiée sur YouTube. En septembre 2012, ils participent à la première édition du Festival de la Luz à Boimorto. Depuis novembre 2012, Mäbu publie sur sa chaîne YouTube officielle des chansons telles que En las alturas, entre autres. Detrás del as luces est officiellement lancé en février 2013. Au cours de cette année et de la suivante, Mäbu effectue différentes tournées acoustiques et électriques à l'intérieur et à l'extérieur de l'Espagne. Après avoir annoncé les dates des derniers concerts de la tournée Detrás de las luces, le groupe profite de l'occasion pour publier une déclaration sur son compte Facebook, informant qu'après avoir terminé la tournée, il se concentrerait sur la composition de son troisième album. Par ailleurs, parmi les différentes collaborations que le groupe a réalisées avec d'autres artistes de l'industrie au cours de l'année 2014, on peut citer le rappeur Rayden, qui figure sur la liste des chansons de leur troisième album.
En avril 2015, Mäbu publie sur ses réseaux sociaux l'annonce d'un nouveau single, Para y por siempre, qui sortira au milieu du mois. Le 13 avril, une version acoustique d'une nouvelle chanson de leur troisième album, Cara Triste, est publiée.
En 2022, Mäbu clôt la saison de Los Acústicos del Buenavista. Cette même année, le groupe se compose de María Blanco et Txarlie Solano.

## Discographie

### Albums studio
- 2011 : Buenos días
- 2013 : Detrás de Las Luces
- 2015/2016 : TBA

### EP
- 2010 : Hallo
- 2020 : Primavera

### Bandes originales
- 2010 : Física o química Vol. 2